# Backaryds socken
Backaryds socken i Blekinge ingick i Medelstads härad, uppgick 1967 i Ronneby stad och området ingår sedan 1971 i Ronneby kommun och motsvarar från 2016 Backaryds distrikt i Blekinge län.
Socknens areal är 107,2 kvadratkilometer, varav land 101,8. År 2000 fanns här 1 273 invånare. Tätorter är Hallabro och kyrkbyn Backaryd med Backaryds kyrka.

## Administrativ historik
Församlingen bildades 1640 genom en utbrytning ur Ronneby församling.
Vid kommunreformen 1862 övergick socknens ansvar för de kyrkliga frågorna till Backaryds församling och för de borgerliga frågorna till Backaryds landskommun. Landskommunen uppgick 1952 i Hallabro landskommun, 1963 i Kallinge landskommun och 1967 i Ronneby stad som från 1971 tillhör Ronneby kommun. Församlingen ingår sen 2006 i Ronneby församling.
1 januari 2016 inrättades distriktet Backaryd, med samma omfattning som församlingen hade 1999/2000.
Socknen har tillhört fögderier, tingslag och domsagor enligt vad som beskrivs i artikeln Medelstads härad.
Fram till 1901 fanns inom socknen omkring trettio båtsmanstorp, vars båtsmän tillhörde Blekinges 4:e (2:a före 1845) båtsmanskompani.

## Hemman
| Nummer | Namn                                    |
| ------ | --------------------------------------- |
| 1      | Norra Långsjöryd                        |
| 2      | Södra Långsjöryd                        |
| 3      | Pinkaremåla (heter idag Ekeby)          |
| 4      | Kåraryd                                 |
| 5      | Stockholmsby (heter idag Stockholm)     |
| 6      | ?                                       |
| 7      | Gunnerskulla                            |
| 8      | Backaryd                                |
| 9      | Bäckasjögärde                           |
| 10     | Klämmen                                 |
| 11     | Hultet (heter idag Västra Hult)         |
| 12     | Kalmare                                 |
| 13     | Östra Skörje                            |
| 14     | Västra Hall (heter idag Hallabro)       |
| 15     | Östra Hall (heter idag Hallabro)        |
| 16     | ?                                       |
| 17     | Östra Kroken                            |
| 18     | Västra Kroken                           |
| 19     | Abborremåla                             |
| 20     | Ulvsmåla                                |
| 21     | Davaremåla                              |
| 22     | Smemåla                                 |
| 23     | Bokön                                   |
| 24     | Ölsjömåla (heter idag Ulvasjömåla)      |
| 25     | Humlamåla                               |
| 26     | Södra Siggamåla                         |
| 27     | Norra Siggamåla                         |
| 28     | Stora Rävsmåla                          |
| 29     | Lilla Rävsmåla                          |
| 30     | Norra Tjurkhult                         |
| 31     | Södra Tjurkhult                         |
| 32     | Tjurkhultskvarn (heter idag Kvarnamåla) |
| 33     | Värmanshult                             |
| 34     | Gäddemåla                               |
| 35     | Skallevraket                            |
| 36     | Gökadal                                 |
| 37     | Hjorthålan                              |
| 38     | Klåvben                                 |
| 40     | Långgölsmåla                            |
| 41     | Skärvgöl                                |
| 42     | Bråtabron                               |

## Geografi
Backaryds socken ligger vid smålandsgränsen på småländska höglandet mellan Ronnebyån i öster och Vierydsån i väster. Landskapet består av en skogstrakt med ljunghedar, mossar och små insjöar.

## Fornminnen
Inga fornlämningar är kända.

## Namnet
Sockennamnet som är taget från kyrkbyn Bagerydt 1583, innehåller förmodligen det forndanska bagare eller möjligen ett mansbinamn Bake, samt ryd röjning. Morfemet bege kan också betyda backe varmed betydelsen blir den röjda backen.

## Befolkningsutveckling
| Befolkningsutvecklingen i Backaryds socken 1750–1990                                                    | Befolkningsutvecklingen i Backaryds socken 1750–1990 | Befolkningsutvecklingen i Backaryds socken 1750–1990 | Befolkningsutvecklingen i Backaryds socken 1750–1990 | Befolkningsutvecklingen i Backaryds socken 1750–1990 |
| --- | ---------------------------------------------------- | ---------------------------------------------------- | ---------------------------------------------------- | ---------------------------------------------------- |
| |                                                      |                                                      |                                                      |                                                      |
| År |                                                      |                                                      | Folkmängd                                            |                                                      |
| 1750 | 1750                                                 |                                                      | 880                                                  |                                                      |
| 1760 | 1760                                                 |                                                      | 1 004                                                |                                                      |
| 1769 | 1769                                                 |                                                      | 1 119                                                |                                                      |
| 1800 | 1800                                                 |                                                      | 1 271                                                |                                                      |
| 1810 | 1810                                                 |                                                      | 1 387                                                |                                                      |
| 1820 | 1820                                                 |                                                      | 1 679                                                |                                                      |
| 1830 | 1830                                                 |                                                      | 1 939                                                |                                                      |
| 1840 | 1840                                                 |                                                      | 2 106                                                |                                                      |
| 1850 | 1850                                                 |                                                      | 2 462                                                |                                                      |
| 1860 | 1860                                                 |                                                      | 2 804                                                |                                                      |
| 1870 | 1870                                                 |                                                      | 3 049                                                |                                                      |
| 1880 | 1880                                                 |                                                      | 3 368                                                |                                                      |
| 1890 | 1890                                                 |                                                      | 3 184                                                |                                                      |
| 1900 | 1900                                                 |                                                      | 2 965                                                |                                                      |
| 1910 | 1910                                                 |                                                      | 2 689                                                |                                                      |
| 1920 | 1920                                                 |                                                      | 2 394                                                |                                                      |
| 1930 | 1930                                                 |                                                      | 2 224                                                |                                                      |
| 1940 | 1940                                                 |                                                      | 2 039                                                |                                                      |
| 1950 | 1950                                                 |                                                      | 1 940                                                |                                                      |
| 1960 | 1960                                                 |                                                      | 1 632                                                |                                                      |
| 1970 | 1970                                                 |                                                      | 1 355                                                |                                                      |
| 1980 | 1980                                                 |                                                      | 1 399                                                |                                                      |
| 1990 | 1990                                                 |                                                      | 1 370                                                |                                                      |
| Anm: Källor: Umeå universitet - Tabellverket 1749-1859, Demografiska databasen, CEDAR, Umeå universitet |                                                      |                                                      |                                                      |                                                      |

### Fotnoter
1. 1 2 3  Svensk Uppslagsbok Backaryds socken Arkiverad 2 april 2015 hämtat från the Wayback Machine.
2. 1 2  Harlén, Hans; Harlén Eivy (2003). Sverige från A till Ö: geografisk-historisk uppslagsbok. Stockholm: Kommentus. Libris 9337075. ISBN 91-7345-139-8
3. ↑  ”Förteckning (Sveriges församlingar genom tiderna)”. Skatteverket. 1989. http://www.skatteverket.se/privat/folkbokforing/omfolkbokforing/folkbokforingigaridag/sverigesforsamlingargenomtiderna/forteckning.4.18e1b10334ebe8bc80003999.html. Läst 17 december 2013.
4. ↑  ”Församlingar”. Statistiska centralbyrån. https://www.scb.se/hitta-statistik/regional-statistik-och-kartor/regionala-indelningar/forsamlingar/. Läst 30 december 2022.
5. ↑  "Ostkanten" om Blekinge och Södra Möres båtsmän
6. 1 2  Sjögren, Otto (1932). Sverige geografisk beskrivning del 3 Blekinge, Kristianstads, Malmöhus och Hallands län samt staden Göteborg. Stockholm: Wahlström & Widstrand. Libris 9940
7. 1 2  Nationalencyklopedin
8. ↑  Fornlämningar, Statens historiska museum: Backaryds socken
9. ↑  Fornminnesregistret, Riksantikvarieämbetet: Backaryds socken Fornminnen i socknen erhålls på kartan genom att skriva in sockennamn (utan "socken") i "Ange geografiskt område"